# Сокорро (Нью-Мексико)
Соко́рро (англ. Socorro) — місто (англ. city) на південному заході США, адміністративний центр округу Сокорро штату Нью-Мексико. Населення — 8707 осіб (2020).

## Історія
У червні 1598 року Хуан де Оньяте провів групу іспанських поселенців через сувору пустелю Хорнада дель Муерто (ісп. Jornada del Muerto — Шлях мерця). Коли іспанці перетнули пістелю, їх зустріли індіанці племениі пуебло з селища Тейпана, вони дали колоністам їжу і воду. На честь того іспанці перейменували поселення у Сокорро (ісп. socorro — допомога). Пізніше цю ж назву стали застосовувати і до сусіднього поселення індіанців — Пілабо.

## Географія
Сокорро знаходиться за 121 км від Альбукерке. Місто розташоване на березі Ріо-Гранде.
Сокорро розташоване за координатами 34°3′17″ пн. ш. 106°54′22″ зх. д. / 34.05472° пн. ш. 106.90611° зх. д. (34.054673, -106.906169).  За даними Бюро перепису населення США в 2010 році місто мало площу 37,30 км², з яких 37,27 км² — суходіл та 0,03 км² — водойми.

### Клімат
| Клімат : Сокорро        | Клімат : Сокорро | Клімат : Сокорро | Клімат : Сокорро | Клімат : Сокорро | Клімат : Сокорро | Клімат : Сокорро | Клімат : Сокорро | Клімат : Сокорро | Клімат : Сокорро | Клімат : Сокорро | Клімат : Сокорро | Клімат : Сокорро | Клімат : Сокорро |
| Показник                | Січ.             | Лют.             | Бер.             | Квіт.            | Трав.            | Черв.            | Лип.             | Серп.            | Вер.             | Жовт.            | Лист.            | Груд.            | Рік              |
| Абсолютний максимум, °C | 24,4             | 27,8             | 32,8             | 35,0             | 38,9             | 42,8             | 42,2             | 41,1             | 38,9             | 35,0             | 30,0             | 27,2             | 42,8             |
| Середній максимум, °C   | 11,3             | 14,9             | 19,4             | 23,8             | 28,5             | 32,7             | 33,2             | 31,7             | 28,7             | 22,9             | 16,2             | 10,5             | 22,8             |
| Середній мінімум, °C    | −5,6             | −3,3             | −0,2             | 3,7              | 8,6              | 12,6             | 15,9             | 15,2             | 10,7             | 4,3              | −1,7             | −5,6             | 4,6              |
| Абсолютний мінімум, °C  | −24,4            | −18,9            | −15              | −9,4             | −5               | 1,7              | 5,6              | 2,8              | −2,8             | −10              | −25              | −26,7            | −26,7            |
| Норма опадів, мм        | 12               | 8                | 13               | 10               | 15               | 15               | 41               | 52               | 39               | 28               | 14               | 14               | 261              |
| Днів з опадами          | 2,9              | 2,4              | 2,8              | 2,3              | 3,2              | 3,2              | 8,3              | 9,3              | 7,1              | 4,2              | 2,9              | 3,3              | 51,9             |
| ----------------------- | ---------------- | ---------------- | ---------------- | ---------------- | ---------------- | ---------------- | ---------------- | ---------------- | ---------------- | ---------------- | ---------------- | ---------------- | ---------------- |
| Джерело: NOAA           |                  |                  |                  |                  |                  |                  |                  |                  |                  |                  |                  |                  |                  |

## Демографія
Згідно з переписом 2010 року, у місті мешкала 9051 особа в 3649 домогосподарствах у складі 2104 родин. Густота населення становила 243 особи/км².  Було 4066 помешкань (109/км²).
Расовий склад населення:
| - 80,7 % — білих - 3,9 % — корінних американців - 2,1 % — азіатів - 1,5 % — чорних або афроамериканців - 0,1 % — вихідців з тихоокеанських островів - 8,3 % — осіб інших рас |

До двох чи більше рас належало 3,4 %. Частка іспаномовних становила 54,0 % від усіх жителів.
За віковим діапазоном населення розподілялося таким чином: 21,7 % — особи молодші 18 років, 64,5 % — особи у віці 18—64 років, 13,8 % — особи у віці 65 років та старші. Медіана віку мешканця становила 33,4 року. На 100 осіб жіночої статі у місті припадало 109,6 чоловіків;  на 100 жінок у віці від 18 років та старших — 111,7 чоловіків також старших 18 років.
Середній дохід на одне домашнє господарство  становив 45 561 долар США (медіана — 33 359), а середній дохід на одну сім'ю — 53 350 доларів (медіана — 37 446). Медіана доходів становила 31 554 долари для чоловіків та 21 047 доларів для жінок. За межею бідності перебувало 30,2 % осіб, у тому числі 46,4 % дітей у віці до 18 років та 17,2 % осіб у віці 65 років та старших.
Цивільне працевлаштоване населення становило 2982 особи. Основні галузі зайнятості: освіта, охорона здоров'я та соціальна допомога — 43,9 %, мистецтво, розваги та відпочинок — 17,9 %, науковці, спеціалісти, менеджери — 9,7 %, роздрібна торгівля — 8,5 %.